# Orbital de tipus gaussià
En química computacional i física molecular, els orbitals gaussians o orbitals de tipus gaussià (en anglès Gaussian-type orbitals, GTO) són funcions emprades com a orbitals atòmics en el mètode LCAO (combinació lineal d'orbitals atòmics) per al càlcul d'orbitals electrònics en molècules i nombroses propietats que en depenen.

## Justificació
La raó principal per a l'ús de funcions de base gaussianes en els càlculs de química quàntica molecular és el "teorema del producte gaussià", segons el qual el producte de dos GTO centrats en dos àtoms diferents equival a una suma finita de gaussianes centrades en un punt al llarg de l'eix que els uneix. D'aquesta manera, les integrals de quatre centres poden reduir-se a sumes finites d'integrals bicentrades i en un altre pas, en una suma finita d'integrals d'un centre. L'augment de la velocitat de càlcul de 4 a 5 ordres de magnitud en comparació amb els orbitals de Slater compensa el cost extra que suposa el major nombre de funcions de base que calen en un càlcul gaussià.